# Basilio Franchina
Basilio Franchina (Palermo, 31 gennaio 1914 – Roma, 17 dicembre 2003) è stato uno sceneggiatore, regista, attore e produttore cinematografico italiano.

## Filmografia[1]

### Regista
- Togliatti è ritornato[2][3] – cortometraggio (1948)
- Legione straniera (1952)

### Sceneggiatore
- Germania, anno zero (1948)
- Roma ore 11 (1952)
- Menzogna (1952)
- Cavalleria rusticana (1953)
- La caduta dell'Impero romano (1964)
- La caduta delle aquile (1966)
- L'attentato (1972)
- Gostanza da Libbiano (2000)

### Aiuto regista
- Riso amaro, regia di Giuseppe De Santis (1949)
- Non c'è pace tra gli ulivi, regia di Giuseppe De Santis (1950)
- Roma ore 11, regia di Giuseppe De Santis (1952)

### Produttore esecutivo
- La donna del fiume (1954)
- L'ultimo amante (1955)
- Le diciottenni (1956)

### Attore
- Gloria - Una notte d'estate (1980)
- Elsa, Elsa (1985)